# Vinko Pandurević
Vinko Pandurević (Sokolac, 25 giugno 1959) è un militare serbo naturalizzato bosniaco, ex comandante della brigata Zvornik nella Guerra in Bosnia ed Erzegovina.

## Biografia
È stato messo sotto processo per crimini di guerra al Tribunale penale internazionale per l'ex Jugoslavia a L'Aia per il suo ruolo nel massacro di Srebrenica del 1995, in cui sono stati uccisi più di ottomila bosniaci tra cui uomini e ragazzi.